# Bythocaris simplicirostris
Bythocaris simplicirostris is een garnalensoort uit de familie van de Hippolytidae. De wetenschappelijke naam van de soort is voor het eerst geldig gepubliceerd in 1870 door Georg Ossian Sars.
Dit is de typesoort van het geslacht Bythocaris. Volgens Sars moest dit een zeldzame soort zijn; hijzelf had enkel de beschikking over een eierdragend vrouwtje, dat op 250 vadem diepte was gevonden bij Skraaven, een rotseiland in de Lofoten.